# Sirkus Finlandia
Sirkus Finlandia — крупнейший финский цирк-шапито, основанный в 1976 году Карл-Густаф Ёрнстромом (Karl-Gustaf Jernström). Первое представление состоялось 21 апреля 1976 года в городе Таммисаари. На сегодняшний момент является единственным финским цирком, соответствующим международным стандартам и участником Европейской цирковой ассоциации. Ежегодно представление посещают около 200 тысяч зрителей.
Количество мест в цирке — 1150, диаметр манежа — 12 метров.

## Гастроли
Тур по Финляндии начинается в начале апреля в Карисе и заканчивается в октябре — ноябре в Хельсинки. За сезон цирк даёт представления в более чем 120 городах Финляндии, а весь маршрут превышает 8 тысяч километров.
Постоянно вместе с цирком гастролирует приблизительно 70 человек, из них около 30 — артисты и музыканты живого оркестра. Оборот за 2009 год составил около 4 млн евро.

## Шапито
Ныне используемая конструкция цирка, приобретённая в Италии в 2009 году, в собранном состоянии занимает около 2500 м². Кроме того, для работы цирка требуется место для десятков автомобилей и прицепов. В крупных городах также устанавливается дополнительный навес площадью 650 м² для киосков и укрытия зрителей во время перерыва и в случае непогоды.